# Îlet à Christophe
Îlet à Christophe är en ö i Guadeloupe (Frankrike). Den ligger i den centrala delen av Guadeloupe, 40 km nordost om huvudstaden Basse-Terre.